# Juan Fernando Garro
Juan Fernando Garro (Tunuyán, Argentina, 24 de noviembre de 1992) es un futbolista argentino. Juega como delantero y su equipo actual es Atlético Grau de la Liga 1 del Perú.

## Trayectoria

### Godoy Cruz
Jugador nacido en las divisiones inferiores de Godoy Cruz, club con el que debutó el 3 de abril de 2011 frente a Huracán, cuando Juanfi tenía 19 años. El uruguayo Jorge Da Silva fue quien lo hizo debutar. Con el tomba tuvo buenas temporadas, incluido el 2015 cuando anotó 7 goles. Luego de haber hecho una gran Copa Libertadores 2017, aquel año se rumoreó una posible convocatoria por Jorge Sampaoli. Fue dirigido por entrenadores cómo: Martín Palermo, Jorge Almirón, Gabriel Heinze y Mauricio Larriera.

### Huracán
Luego de haber rechazado una oferta de 2M del Johor de Malasia; a mediados del 2018 fue transferido a Huracán.

### Newell´s
A mediados del 2021 fue enviado a préstamo a Newell´s Old Boys. Jugó un total de 51 partidos, logrando anotar 9 goles.
En agosto del 2023 fue cedido a préstamo a PAS Giannina de Grecia con opción de compra de 1 millón de dólares por el 100% del pase.
Luego de haber pedido su préstamo el 2023 y no darse, a mediados del 2024 ficha como jugador libre por Palestino. No pudo brindar su mejor nivel, debido a una grave lesión que tuvo en el fútbol chileno que le provocó perderse varios partidos
Al rescindir su contrato con los árabes, el 13 de diciembre del 2024 fichar por Atlético Grau por una temporada.

## Estadísticas
| Club                 | Div.          | Temporada     | Liga  | Liga  | Liga   | Copas nacionales(1) | Copas nacionales(1) | Copas nacionales(1) | Torneos internacionales(2) | Torneos internacionales(2) | Torneos internacionales(2) | Total(3) | Total(3) | Total(3) | Media goleadora |
| Club                 | Div.          | Temporada     | Part. | Goles | Asist. | Part.               | Goles               | Asist.              | Part.                      | Goles                      | Asist.                     | Part.    | Goles    | Asist.   | Media goleadora |
| -------------------- | ------------- | ------------- | ----- | ----- | ------ | ------------------- | ------------------- | ------------------- | -------------------------- | -------------------------- | -------------------------- | -------- | -------- | -------- | --------------- |
| Godoy Cruz Argentina | 1.ª           | 2011          | 1     | 0     | 0      | —                   | —                   | —                   | —                          | —                          | —                          | 1        | 0        | 0        | 0,00            |
| Godoy Cruz Argentina | 1.ª           | 2011-12       | 9     | 1     | 0      | 1                   | 1                   | 0                   | —                          | —                          | —                          | 10       | 2        | 0        | 0,20            |
| Godoy Cruz Argentina | 1.ª           | 2012-13       | 2     | 0     | 0      | 2                   | 0                   | 0                   | —                          | —                          | —                          | 4        | 0        | 0        | 0,00            |
| Godoy Cruz Argentina | 1.ª           | 2013-14       | 8     | 1     | 0      | —                   | —                   | —                   | —                          | —                          | —                          | 8        | 1        | 0        | 0,12            |
| Godoy Cruz Argentina | 1.ª           | 2014          | 6     | 0     | 1      | 1                   | 0                   | 0                   | 1                          | 0                          | 0                          | 8        | 0        | 1        | 0,00            |
| Godoy Cruz Argentina | 1.ª           | 2015          | 22    | 7     | 3      | —                   | —                   | —                   | —                          | —                          | —                          | 22       | 7        | 3        | 0,31            |
| Godoy Cruz Argentina | 1.ª           | 2016          | 6     | 0     | 0      | —                   | —                   | —                   | —                          | —                          | —                          | 6        | 0        | 0        | 0,00            |
| Godoy Cruz Argentina | 1.ª           | 2016-17       | 14    | 3     | 2      | 2                   | 0                   | 0                   | 8                          | 3                          | 0                          | 24       | 6        | 2        | 0,26            |
| Godoy Cruz Argentina | 1.ª           | 2017-18       | 19    | 5     | 3      | —                   | —                   | —                   | —                          | —                          | —                          | 19       | 8        | 10       | 0,25            |
| Godoy Cruz Argentina | Total club    | Total club    | 84    | 17    | 9      | 6                   | 1                   | 0                   | 9                          | 3                          | 0                          | 102      | 21       | 9        | 0,19            |
| Huracán Argentina    | 1.ª           | 2018-19       | 16    | 1     | 0      | —                   | —                   | —                   | —                          | —                          | —                          | 16       | 1        | 0        | 0,06            |
| Huracán Argentina    | 1.ª           | 2019-20       | 11    | 0     | 0      | —                   | —                   | —                   | —                          | —                          | —                          | 11       | 0        | 0        | 0,00            |
| Huracán Argentina    | 1.ª           | 2020-21       | 9     | 1     | 2      | —                   | —                   | —                   | —                          | —                          | —                          | 9        | 1        | 2        | 0,11            |
| Huracán Argentina    | 1.ª           | 2021          | 11    | 2     | 1      | —                   | —                   | —                   | —                          | —                          | —                          | 11       | 2        | 1        | 0,18            |
| Huracán Argentina    | 1.ª           | 2023          | 9     | 1     | 0      | —                   | —                   | —                   | 4                          | 1                          | 0                          | 13       | 2        | 0        | 0,15            |
| Huracán Argentina    | Total club    | Total club    | 56    | 5     | 3      | —                   | —                   | —                   | 4                          | 1                          | 0                          | 60       | 6        | 3        | 0,10            |
| Newells Argentina    | 1.ª           | 2021          | 18    | 2     | 3      | —                   | —                   | —                   | —                          | —                          | —                          | 18       | 2        | 3        | 0,11            |
| Newells Argentina    | 1.ª           | 2022          | 33    | 4     | 3      | —                   | —                   | —                   | —                          | —                          | —                          | 33       | 4        | 3        | 0,12            |
| Newells Argentina    | Total club    | Total club    | 51    | 6     | 6      | —                   | —                   | —                   | —                          | —                          | —                          | 51       | 6        | 6        | 0,11            |
| PAS Giannina Grecia  | 1.ª           | 2023-24       | 13    | 1     | 1      | —                   | —                   | —                   | —                          | —                          | —                          | 13       | 1        | 1        | 0,07            |
| PAS Giannina Grecia  | Total club    | Total club    | 13    | 1     | 1      | —                   | —                   | —                   | —                          | —                          | —                          | 13       | 1        | 1        | 0,07            |
| Palestino Chile      | 1.ª           | 2024          | 0     | 0     | 0      | 0                   | 0                   | 0                   | 0                          | 0                          | 0                          | 0        | 0        | 0        | 0,00            |
| Palestino Chile      | Total club    | Total club    | 0     | 0     | 0      | 0                   | 0                   | 0                   | 0                          | 0                          | 0                          | 0        | 0        | 0        | 0,00            |
| Total carrera        | Total carrera | Total carrera | 204   | 29    | 19     | 6                   | 1                   | 0                   | 13                         | 4                          | 0                          | 226      | 34       | 19       | 0,15            |